# Nototriche lobbii
Nototriche lobbii är en malvaväxtart som beskrevs av Arthur William Hill. Nototriche lobbii ingår i släktet Nototriche och familjen malvaväxter. Inga underarter finns listade i Catalogue of Life.